# Белянско-Тынецкий ландшафтный парк
Белянско-Тынецкий ландшафтный парк (пол. Bielańsko-Tyniecki Park Krajobrazowy) — природоохранная зона, ландшафтный парк в Малопольском воеводстве, Польша. Парк занимает часть акватории Вислы между Краковом и селом Сьцеёвице и входит в Объединение Юрайских ландшафтных парков Малопольского воеводства. Парк занимает часть Кракова, остальная часть приходится на гмины Чернихув и Лишки Краковского повята.

## История
Парк был основан в 1981 году. Общая площадь парка в настоящее время составляет 65,02 квадратных километра. В парк входят три лесных территорий: Вольский лес, лесные массивы возле бывшего села Тынец и Чернихова. Название парка происходит от наименования находящихся на территории парка монастыря камедулов в районе бывшей деревни Беляны и монастыря бенедиктинцев в бывшей деревне Тынец (эти бывшие деревни сегодня входят в состав Кракова).
На территории Белянско-Тынецкого ландшафтного парка находятся:
- Заповедники:
  - Заповедник «Белянские скалки»;
  - Заповедник «Паненские скалы»;
  - Заповедник «Скалки-Пшегожалские»;
  - Заповедник «Сколчанка».
- Памятники природы. На территории парка находятся 63 памятника природы;
- Памятники:
  - Церковь Успения Пресвятой Девы Марии — памятник культуры Малопольского воеводства;
  - Бенедиктинское аббатство — памятник культуры Малопольского воеводства;
  - Вилла Деция — памятник культуры Малопольского воеводства.